# Oldřichov v Hájích
Oldřichov v Hájích es una localidad del distrito de Liberec, en la región de Liberec, República Checa, Tiene una población estimada, a principios del año 2021, de 793 habitantes. 
Se encuentra ubicada al norte de la región, en la zona de los montes Jizera (Sudetes occidentales) y el río Jizera —un afluente derecho del río Elba—, y cerca de la frontera con Polonia y Alemania.